# Walter Thielsch
Walter Welke (* 28. Mai 1950 in Hamburg als Walter Thielsch; † 13. Januar 2011 ebenda) war ein deutscher Grafikdesigner, Musiker, Sänger, Songwriter, Schriftsteller, Filmemacher und Fotograf.

## Leben und Wirken
Walter Thielsch studierte an der Fachhochschule Hamburg im Fachbereich Gestaltung Grafikdesign bei Professor Hans Weckerle und Polyästhetik bei Natias Neutert. Danach wechselte er an die HfbK Hamburg, an der er Holger Hiller und Thomas Fehlmann kennenlernte und mit ihnen erste Stücke aufnahm.
Für die von Hiller, Fehlmann und FM Einheit alias Mufti 1980 gegründete Neue-Deutsche-Welle-Band Palais Schaumburg schrieb Thielsch einige stark an Kurt Schwitters und dessen Merz (Kunstbegriff) orientierte Texte mit bundesweit bekannt gewordenen Titeln wie Kinder, der Tod ist gar nicht so schlimm.
Als Sänger und Komponist Holger Hiller die Band nach der Debüt-LP wegen eigener Soloprojekte verließ, übernahm Walter Thielsch dessen Part. Er wurde nicht nur Songschreiber und Erneuerer der Band, sondern für kurze Zeit auch ihr Sänger (1982–1983). Das Ergebnis dieses Zeitabschnitts war die LP Lupa (1982), deren musikalischer Mix aus Funk, Bossa Nova, Tango und nicht zuletzt Elementen der Avantgardemusik der damaligen Entwicklung weit voraus war.
Ohne Walter Thielschs Filmexperimente, die er mit den seinerzeit noch völlig unbekannten Musikkomikern Wigald Boning und Olli Dittrich in den späten 1980er und frühen 1990er Jahren unternahm, hätte deren Karriere wohl nicht so erfolgreich gestartet werden können.
Im Jahre 1998 heiratete Walter Thielsch Marina Welke.
Er nahm ihren Nachnamen an und nannte sich fortan Walter Welke.
Mit Danke Walter – einer groß angelegten Veranstaltung im legendären Hamburger Gruenspan – ehrten ihn posthum Hunderte von engsten Freunden, künstlerischen Mitstreitern und viele der ihm ebenfalls sehr nahestehenden Klienten seiner Grafikkünste, unter anderem die Mitglieder von Astrid’s Farm, Dirk Darmstädter von den Jeremy Days oder Mary Roos.

## Werke

### Grafikdesign
Thielsch entwarf rund zweihundert Cover für LPs und CDs, unter anderem für Künstler oder Bands wie
- Annett Louisan
- Abi Wallenstein
- Kim Frank
- Fury in the Slaughterhouse
- Michel van Dyke
- Les Humphries Singers
- Etta Scollo
- Rio Reiser